# Nationalparks von Frankreich
Frankreich hat elf Nationalparks ausgewiesen. Sie unterstehen als öffentlich-rechtliche Einrichtungen dem Umweltministerium. Grundlage der französischen Nationalparks ist ein Gesetz aus dem Jahr 1960, das die Aufgaben und Rahmenbedingungen der Nationalparks regelt. Hauptziele sind der Schutz der Natur, die Besucherlenkung und die Förderung der lokalen Wirtschaft.
Die ersten Parks wurden 1963 ausgewiesen; der jüngste 2019 mit dem Nationalpark Forêts auf dem waldreichen Plateau von Langres. Frankreich hat auch in seinen Überseegebieten Französisch-Guayana, Guadeloupe und Réunion Nationalparks ausgewiesen.

## Übersicht
| \| \| |
|       |

|  |

| \| \| |
|       |

|  |

| \| \| |
|       |

|  |

| \| \| |
|       |

|  |

| \| \| |
|       |

|  |

| \| \| |
|       |

|  |

| \| \| |
|       |

|  |

| \| \| |
|       |

|  |

| \| \| |
|       |

|  |

| \| \| |
|       |

|  |

| \| \| |
|       |

|  |